# Ionuț Atodiresei
Ionuț Atodiresei (n. 26 septembrie 1982) este un kickboxer român, de categoria mijlocie, care evoluează în gala Local Kombat și  SUPERKOMBAT Fighting Championship.